# 10251 Mulisch
10251 Mulisch eller 3089 T-1 är en asteroid i huvudbältet som upptäcktes den 26 mars 1971 av den nederländsk-amerikanske astronomen Tom Gehrels och det nederländska astronomparet Ingrid van Houten-Groeneveld och Cornelis Johannes van Houten vid Palomarobservatoriet. Den är uppkallad efter den nederländska författaren Harry Mulisch.
Asteroiden har en diameter på ungefär 2 kilometer.